# ボジラ
ボジラ（Bozilla、2003年8月31日 - ）は、ドイツの女性プロレスラー。
父はプロレスラーのウルフ・ヘルマン。ニーダーザクセン州ハノーファー出身。

## 経歴

### 独立系プロモーション
2022年3月5日にIPW Germany Full Aggressionでプロレスデビュー。実の父親でありトレーナーのウルフ・ヘルマンとタッグを組み、ハンス・フォン・クルップ＆ヤニー・ヤルク組に勝利。

### マリーゴールド
2024年4月、マリーゴールドの参戦外国人選手として発表された。
5月20日の旗揚げ戦Marigold Fields Foreverでは、Sareeeと組み、ジュリア・林下詩美組に勝利。
6月16日のマリーゴールド・ユナイテッド・ナショナル王座の初代王座決定トーナメント1回戦で野崎渚を破るも、7月13日のMarigold Summer Destinyで行われた決勝で青野未来に敗れた。
8月19日のMarigold Summer Gold Shine 2024ではCHIAKI、マイラ・グレース、ゼイダ・スティールと組み、林下詩美＆MIRAI＆ビクトリア弓月＆田中きずなに引き分け。
DREAM*STAR GP 2024では、桜井麻衣、高橋奈七永に敗れ、10点で決勝進出ならず。
9月1日、エディオンアリーナ大阪で行われたプロレスリング・ノア「ABEMA presents N-1 VICTORY 2024」の8人タッグで青野未来、天麗皇希、田中きずなと組み彩羽匠＆愚零闘咲夜＆高瀬みゆき＆サンドラ・ムーンと対戦するが、終盤にボジラが愚零闘咲夜の毒霧を浴び、チームは敗れる。
10月7日のMarigold Fantastic Adventure 2024では野崎渚とのタッグ戦でSareee・青野未来組に勝利。
10月24日、マリーゴールド・ワールド王座を持つSareeeに挑戦するも、敗れて王座獲得ならず。
11月11日、新宿FACEで行われたプロレスリング・ノア「MONDAY MAGIC」にて新設の「GHC女子王座」の初代王者を決める10人参加の「MAGIC RUMBLE」に出場したが、またしても愚零闘咲夜の毒霧を浴びて退場し、王座獲得はならず。
11月14日のMarigold Winter Wonderful Fight 2024では、マイラ・グレースと組み、松井珠紗・南小桃組を破った。
11月18日、プロレスリング・ノア「MONDAY MAGIC」の6人タッグにGHC女子の初代王者となった天麗、そして翔月なつみと組み高瀬＆セイディ・ギブス＆ハイアンと対戦。自らパワーボムでハイアンをフォールした後、バックステージで過去2度も毒霧を浴びせた愚零闘咲夜との対戦を要求した。
2025年1月3日、Marigold First Dream 2025では、タンクと組み、マリーゴールド・ツインスター王座を持つダーク・ウルフ軍（野崎渚＆CHIAKI）を破り、王座獲得。1月19日、高橋奈七永＆山岡聖怜に敗れ、ツインスター王座陥落。1月26日、タンクとのルーザー・リーブ・マッチに勝利し、タンクはマリーゴールドを去ることになった。
3月30日、マリーゴールド・ワールド王座を持つ林下詩美に挑戦するも、敗れて王座獲得ならず。
4月12日、Marigold Spring Victory Series 2025の8人タッグマッチで野崎渚、CHIAKI、松井珠紗と組み、青野未来＆翔月なつみ＆ハミングバード＆山中絵里奈に勝利。家族の病気問題からこの大会を最後に帰国することになった。その後は欧米各地の団体に参戦し、試合を行っていた。

### スターダム
2025年6月21日、『STARDOM THE CONVERSION 2025』（国立代々木競技場第二体育館）で行われたノーDQ8人タッグマッチNEO GENESIS対Mi vida Loca(以下MVL)の一戦にMVLの最終兵器として乱入。試合後には鈴季すずが「今日からMVLの一員になったボジラだ！」とMVLへのメンバー加入を宣言。

## タイトル歴
マリーゴールド
- 第3代マリーゴールド・ツインスター王座（パートナーはタンク）

その他
- キプロス女子王者
- ACWタッグ王者
- シリウス女子王者